# 6031 Ryokan
6031 Ryokan è un asteroide della fascia principale. Scoperto nel 1982, presenta un'orbita caratterizzata da un semiasse maggiore pari a 3,0163155 UA e da un'eccentricità di 0,0245737, inclinata di 10,86691° rispetto all'eclittica.
L'asteroide è dedicato al monaco buddhista giapponese Ryōkan Taigu.